# Пистрино (Перуђа)
Пистрино је насеље у Италији у округу Перуђа, региону Умбрија.
Према процени из 2011. у насељу је живело 1590 становника. Насеље се налази на надморској висини од 292 м.